# Отрада (Солдатский сельсовет)
Отрада — деревня в Горшеченском районе Курской области России. Входит в состав Солдатского сельсовета.

## География
Деревня находится в восточной части Курской области, в лесостепной зоне, в пределах юго-западной части Среднерусской возвышенности, на правом берегу реки Быстрик, на расстоянии примерно 6 километров (по прямой) к западу от посёлка городского типа Горшечное, административного центра района. Абсолютная высота — 161 метр над уровнем моря.
Часовой пояс
Деревня Отрада, как и вся Курская область, находится в часовой зоне МСК (московское время). Смещение применяемого времени относительно UTC составляет +3:00.

## Население
| 2002 | 2010 |
| ---- | ---- |
| 38   | ↘13  |

Гендерный состав
По данным Всероссийской переписи населения 2010 года в гендерной структуре населения мужчины составляли 53,8 %, женщины — соответственно 46,2 %.
Национальный состав
Согласно результатам переписи 2002 года, в национальной структуре населения русские составляли 53 % из 38 чел., турки — 47 %.

## Известные уроженцы
10 октября 1919 года в деревне родился Герой Советского Союза, полковник Советской Армии Михаил Арсентьевич Кузнецов.

## Улицы
Уличная сеть деревни состоит из одной улицы (ул. Мира).